# Пятая Бригада
«Пятая Бригада» (допустимый вариант написания — «Пятая бригада») — украино-российская андеграундная «алко-панк» группа, возникшая в 1994 году в Алчевске. Представляет собой студийный проект, основанный Романом Бехой, который также известен как художник-оформитель альбомов группы «Красная плесень».
Композиции группы, как правило, представляют собой истории из жизни низкоквалифицированных рабочих, связанные с употреблением песен с большим содержанием ненормативной лексики, алкогольных напитков (реже наркотиков). Термином «пятая бригада», по словам участников группы, в Донбассе именуют представителей «социального дна» — главным образом алкоголиков.
Информация о группе, распространяемая участниками, содержит большое количество мистификаций, а сами участники предпочитают скрываться под псевдонимами. Единственным бессменным участником был и остаётся Роман Беха, идеолог и автор подавляющего большинства текстов.

## История
Группа была собрана Романом Бехой в 1994 году под названием «Отбросы Общества». Иногда также использовался вариант наименования «Отброски Общества». Современное название появилось в 1996 году. Проект изначально позиционировался как ориентированный только на студийную деятельность.
В том же 1994 году Роман Беха знакомится с Павлом Яцыной, лидером группы «Красная плесень». Благодаря знакомству музыкантов песни «Клиническая смерть» и «Подбей косую», записанные «Пятой Бригадой» в 1996 году, попадают в репертуар «Красной плесени». Тем не менее, вплоть до самого конца 1990-х годов известность «Пятой Бригады» была исключительно локальной, а записи распространялись только в самиздате и обладали невысоким качеством. Никто из участников проекта на тот момент не имел музыкального образования.
Популярность группы начинает расти в 2000 году после выхода альбома «Веселуха прёт!» Альбом был записан в Симферополе на студии «Plesen-Records» при участии Павла Яцыны, Дмитрия Воронцова и других музыкантов группы «Красная плесень». Тогда же в составе «Пятой Бригады» впервые появляется профессиональный музыкант Сергей Тарзан, игравший с группой с 2000 по 2003 годы. Пародии Дмитрия Воронцова становятся «визитной карточкой» не только «Красной плесени», но и «Пятой Бригады». Музыка группы значительно изменяется в сторону гитарно-электронного звучания, появляются элементы рэпа. Несколько композиций с альбома попадают в эфир луганской радиостанции «Вояж». В 2003 году выходит ещё один альбом подобного плана — «Пиво! Бляди! Самогон!» Почти все его тексты положены на музыку зарубежных исполнителей электронной (Fatboy Slim, Crazy Town и др.) и тяжёлой (Rammstein, Static-X, Мэрилин Мэнсон, Paradise Lost и др.) сцен. Песня «Бухое лето» (единственная обладающая оригинальной музыкальной частью на данном альбоме) попала в ротацию украинского радио. Тогда же песни «Пятой Бригады» начинают попадать на панк-сборники, как самиздатовские, так и изданные официально. В том же 2003 году увидел свет альбом «Блевотня на караоке», целиком состоящий из неприличных переделок популярных песен, исполненных под караоке-минусовки.
В 2004 году записывается первая «панк-опера» группы — «Руслан и Людмила». За голоса героев, пародирующие известных личностей, отвечал Дмитрий Воронцов, ранее неоднократно озвучивавший аналогичные «панк-сказки» группы «Красная плесень». К альбому прилагался буклет с комиксом по сказке, нарисованным Романом Бехой. Впервые за всю историю группы альбом издаётся официально — на ростовской студии «Звук». Вместе с ним было издано несколько ранних альбомов. Отныне дискография группы подразделяется на «официальные» и «неофициальные» альбомы. Вскоре после этого в продаже появляются первые mp3-сборники группы.
В 2005 году студия «Звук» выпускает альбом «Первый наХ!», анонсированный как «альбом для настоящего падонка» и вышедший при информационной поддержке сайта Udaff.com. В записи принимало участие большое количество музыкантов из Луганской и Ростовской областей. Материал содержал как пародийные, так и оригинальные номера. Оформление альбома вновь содержало комикс — на этот раз шуточную историю из жизни группы. На песню «Могильный вурдалак» был создан анимационный клип, который в дальнейшем попадёт в эфир программы «Страх Парад» телеканала A-One. Создав собственную мульт-студию «Укуренные карандаши», Роман Беха начинает выпускать комиксы о «Пятой Бригаде» и вне альбомов. В конце 2005 года «Пятая Бригада» участвует в трибьюте группе «Сектор Газа» с песней «Л. Т. П.».
Релиз альбома 2007 года «Про Емелю-дурака», также выполненного в жанре «панк-сказка», из-за проблем с выпускающей студией первоначально состоялся лишь в цифровом варианте. Этот альбом стал последним с участием Дмитрия Воронцова. Все новые альбомы, начиная с датированного 2009 годом «Всё на пропой!», снова издаются в самиздате посредством Интернет-магазина «Zrec.ru». Музыка группы подвергается заметному утяжелению. Например, стиль альбома «Всё на пропой!» анонсирован как «Punk / Industrial».
В связи с политическим кризисом на Украине в настоящее время участники «Пятой Бригады» предпочитают не разглашать информацию о своём месте жительства. Также с 2014 года финансирование выхода новых альбомов осуществляется посредством краудфандинга, в том числе при помощи сервиса Planeta.ru.
В 2019 году музыканты группы приняли участие в создании очередного, 59-го альбома группы «Красная плесень».

## Состав

### Текущий состав
- Роман Беха (один из основателей проекта) — вокал, автор текстов, музыка.
- Илья Нарежный (с 2022 года) — вокал, пародии, автор текстов, музыка.
- Андрей Водолаз (участник с 1999 г.[7]) — гитара, вокал.
- Д.Кум (один из основателей проекта) — бас, вокал.
- Алексей Мак — издание альбомов, дизайн, вокал, директор группы.

### Бывшие участники
- Макс Кошмар — барабаны (до 2003 г.).
- Сергей Тарзан — гитара (2000—2003)[2].
- Дмитрий Воронцов — пародии (2004—2009).
- Тарас Барабас (1994—2021) — гитара, бас, аранжировки, сведение, музыка.

## Дискография

### Официальные альбомы
- 1994 — Отброски общества (1994—1996) (издаётся под вывеской «Пятая Бригада»)
- 1996 — Ебли по весне
- 1999 — Водка — норма жизни!
- 2000 — Веселуха прёт!
- 2003 — Пиво! Бляди! Самогон!
- 2003 — Блевотня на караоке
- 2004 — Руслан и Людмила
- 2005 — Первый наХ!
- 2007 — Про Емелю-дурака
- 2009 — Всё на пропой!
- 2012 — Позитива нет!
- 2014 — Всё чОтко! (допустимые вариант написания — «Всё чётко» и «Всё чöтко»)
- 2018 — Бухло
- 2018 — Клуб анонимных алкоголиков
- 2018 —  Веселуха прёт!
- 2023 — Золотой петушок
- 2024 — Вариант с прицЕпом
- 2024  -  Батя скуф

### Неофициальные альбомы
- 1994 — Акустический альбом (EP) (тиражировался под вывеской «Пятая Бригада»)
- 1995 — Подвальные песни (тиражировался под вывеской «Отбросы Общества»)
- 1999 — Водка влечёт за собой (вариант издания альбома «Водка — норма жизни!»)
- 1999 — Концерт в ДК
- 1999 — Денюха Д.Кума (акустика) (EP)
- 1999 — Розовые бигуди моей бабушки (черновой вариант альбома «Веселуха прёт!»)
- 2002 — В подарок милым девчонкам (черновой вариант альбома «Пиво! Бляди! Самогон!»)
- 2010 — Из канализационных труб (неизданное 1994—2010 гг.)
- 2010 — Из мусорного бака (неизданное 1994—2010 гг.)
- 2010 — Сделано на отъебись! (неизданное 1994—2010 гг.)
- 2011 — Новогодний сингл

### Ранние альбомы, переизданные в 2019 году по 2021 под вывеской «Отброски Общества»
- 1994 — Мы идём по мостовой
- 1994 — Подорванная крыша
- 1994 — Акустика
- 1995 — Подвальные песни
- 1995 — Концерт в общественной параше
- 1996 — Уёбина
- 2020 — BESTятитна" (1994-1996, 2020)

### Сборники
- 2005 — Бухие хиты (официально не издавался; также тиражировался под названием «Атака панков»)
- 2017 — BESTец

## Видеография

### Официальные видеоклипы
- Могильный вурдалак
- Л. Т. П. (кавер гр. Сектор Газа)
- Матня
- Трипдача
- Дом-2 (совместно с гр. О. Р. З.)
- Последний Новый год
- Бухое лето
- Всё у нас складно
- Пьяная бабулька
- Е-е хочу
- Отдыхает Алчевск
- Первый наХ!
- Бей по е*алу!
- Лодку несло
- Пост-алкогольный страх

### Flash-клипы
- Бей по е*алу!
- Бухое лето
- Всё у нас складно
- Могильный вурдалак
- Матня
- Тапочки и плавки
- Тучи над городом встали

### Приколы
- Dead Мороз
- Бой с тенью крысы 2
- Ликвидатор-2
- Ликвидатор
- Ночной звонок
- Случай в лифту

### Сюжеты из жизни группы
Уроки рисования - Водолаз
Уроки рисования - Сантехник
Уроки рисования - Ушан
Уроки рисования - Водолаз
Татуировка "Укуренных Карандашей" Кубе
Крутой Мишаня
Домашний кабак у 1,60
Как Толяба х*й сломал
Д.Кум учит Толика
Кум и Терен
Татуировка Духа
Жизненный опыт Д.Кума
Тачка на разхерачку
Толяба звонит Д.Куму
Куба о "Первом наХе"
Татуировка Духа
Тарас нашёлся
Толяба в магазине
Свадьба Кубы
Отрыв в Алчевске
Валентинка
Ты кто такой?
Ты кто такой 2?
После денюхи
Опыт Толябы
Антикризисный Первомай
А что ты так куришь?
Фанатка о первом наХе
Олег Питон
ОРЗ поздравляет Беху (демо)

### Прочее
В официальном сообществе ВКонтакте размещён ряд видеоклипов, не считающихся официальными, а также записи «из жизни» участников группы и её поклонников.

## Тематика песен
Тексты многих композиций представляют собой истории из жизни маргинальных слоёв населения, в Донбассе именуемых «пятой бригадой». В значительной части историй ключевую роль играет употребление алкогольных напитков. По словам лидера группы Романа Бехи, группа не пропагандирует, но и не высмеивает употребление спиртного, а сами участники относятся к алкоголю компромиссно. В некоторых текстах также упоминаются наркотики, однако их употребление группа не одобряет.
Среди композиций иной направленности известность получили «Шахтёрская», попавшая в ротацию местных FM-радиостанций, и «Городской ППС», ставшая неофициальным гимном патрульно-постовой службы Алчевска.